# Toto Select
De toto select is een gokspel, waarin wordt ingezet op officiële voetbalwedstrijden.

## De werking
Uit een aanbod (rond de 110 wedstrijden) moet de speler 3, 4, 5 of 6 wedstrijden kiezen om op in te zetten. Men moet dan een 1, een 2 of een 3 bij elke wedstrijd invullen. Als men een 1 invult, dan denkt men dat de thuisploeg zal winnen, een 2 betekent dat de uitploeg zal winnen en een 3 staat voor een gelijkspel.
De inleg moet liggen tussen €1,- en €22,-.
Elke mogelijkheid (1, 2 of 3) krijgt een quotering. De quoteringen van de ingevulde mogelijkheden worden met elkaar vermenigvuldigd. Dat is de totaal quotering. Het mogelijke winstbedrag is de totale quotering vermenigvuldigd met de inleg. Als één of meer van de voorspelde mogelijkheden fout is, (de uitploeg wint in plaats van een gelijkspel, etc.) dan is men zijn gehele inzetgeld kwijt.

### Voorbeeld
Dit voorbeeld is verzonnen, hier kan dus op geen enkele manier mee gespeeld worden!
Stel: voor een weekeind bestaat het aanbod uit de volgende wedstrijden met de volgende quoteringen:
| Nummer | Thuisploeg     | Uitploeg             | Quotering | Quotering | Quotering |
| ------ | -------------- | -------------------- | --------- | --------- | --------- |
| Nummer | Thuisploeg     | Uitploeg             | 1         | 2         | 3         |
| 1      | N.E.C.         | RKC Waalwijk         | 1.85      | 2.75      | 2.35      |
| 2      | PSV            | Fortuna Sittard      | 1.35      | 8.35      | 3.90      |
| 3      | FC Utrecht     | Ajax                 | 3.15      | 1.95      | 2.85      |
| 4      | Vitesse        | Feyenoord            | 3.65      | 1.90      | 2.50      |
| 5      | SC Heerenveen  | Roda JC              | 2.35      | 2.90      | 1.85      |
| 6      | Sparta         | FC Twente            | 3.75      | 1.95      | 2.05      |
| 7      | Everton FC     | Manchester United FC | 3.15      | 1.55      | 2.80      |
| 8      | Watford FC     | Liverpool FC         | 4.85      | 1.85      | 2.35      |
| 9      | Chelsea FC     | Arsenal              | 2.35      | 2.95      | 1.65      |
| 10     | Vfl Bochum     | FC Bayern München    | 3.60      | 1.60      | 2.45      |
| 11     | Werder Bremen  | FC Schalke 04        | 2.50      | 2.90      | 2.05      |
| 12     | Lazio Roma     | AS Roma              | 2.60      | 1.95      | 2.10      |
| 13     | Internazionale | Cagliari Calcio      | 1.25      | 5.80      | 3.65      |
| 14     | Real Madrid    | Atlético Madrid      | 1.45      | 3.30      | 2.55      |

Uit deze wedstrijden kies je bijvoorbeeld de volgende 5 wedstrijden: 2, 6, 8, 11 en 14. Je denkt dat wedstrijd 2 wordt gewonnen door PSV, dat wedstrijd 6 wordt gewonnen door FC Twente en wedstrijd 8 gelijk eindigt. Verder denk je dat Werder Bremen tegen Schalke 04 gelijk eindigt en dat wedstrijd 14 wordt gewonnen door Atlético Madrid.
Je totale quotering is dan: 1.35 * 2.05 * 1.85 * 2.90 * 2.55 = 37.86. Je bent bereid om € 5,- in te zetten. Je mogelijke winstbedrag is dan 5 * 37.86 =  189,30.
Als ook maar een van de wedstrijden (2, 6, 8, 11 of 14) fout is, heb je je inleggeld van € 5,- verloren. Het is dus zaak om geen wedstrijden fout te hebben, in plaats van zo veel mogelijk wedstrijden goed.